# 新庄市立八向中学校
新庄市立日新中学校（しんじょうしりつ やむきちゅうがっこう）は、山形県新庄市にある公立中学校。

## 沿革
- 1947年（昭和22年）4月1日 - 本合海小学校内に八向村立八向中学校が開校[2]
- 1956年（昭和31年）9月30日 - 新庄市立八向中学校に改称

## 通学区域
- 新庄市立本合海小学校、升形小学校学区[3]